# Liverpool FC (Uruguay)
Liverpool Fútbol Club,  eller Liverpool i folkmun, är en fotbollsklubb i Montevideo, Uruguay. Klubben grundades 1915 och spelar sina hemmamatcher på Estadio Belvedere. Dräkterna har en svart bas med mörkblå vertikala ränder.

## Historia
Liverpool är ett historiskt uruguayanskt fotbollslag som startade sin verksamhet redan 1908, men blev ett officiellt lag 1915. Man deltog för första gången i högstaligan 1919. Laget startades av en grupp studenter i en katolsk-kapucinskola i stadsdelen Nuevo París i Montevideo. Laget tog namnet Liverpool som en hyllning till den engelska klubben Liverpool FC - dels för att det var vanligt att man tog storklubbars namn, samt att Liverpool hade många likheter med Montevideos hamn som var stora och viktiga för respektive land.

## Dräkter
Den första dräkten Liverpool hade var en mörkblå skjorta med svarta kortbyxor och strumpor. De första matcherna i Primera División spelade man med samma dräktform som man har nu, det vill säga blå tröja med svarta ränder. Inför säsongen 2005/06 tog man fram ett helrött bortaställ - och därmed bevarade man en del av historien om lagets förebilder i England.
| 1917 | 1919-nutid | 1970,1996 | 1995 borta | 2005/06 borta |

## Meriter
Man brukar skämtsamt säga att Liverpool är den största klubben i Uruguay som ännu inte har vunnit någon stor mästerskapstitel (2010).
- Primera División: 
  - Amatöreran (0):
  - Professionella eran (0):
- Segunda División (3): 1966, 1987, 2002
- Tercera División (2): 1919, 1937